# Erling Kroner

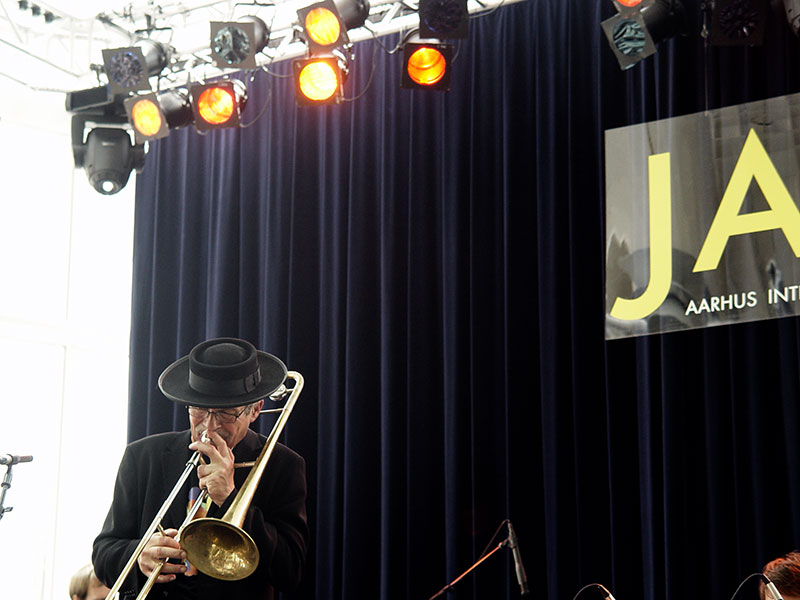
Erling Kroner (2009)

Erling Kroner (* 16. April 1943 in Kopenhagen; † 2. März 2011 ebenda) war ein dänischer Jazz-Posaunist und -Komponist.

## Leben und Wirken
Erling Kroner begann seine Musikerkarriere 1959 in verschiedenen Kopenhagener Dixieland Jazzbands. 1961 tourte er mit den Danish Trad Band Dixieland Stompers durch Deutschland und erneut 1962 mit Jack Duff’s Jazztet und Ken Sims’ Vintage Jazzband.
Mitte der 1960er Jahre wandte er sich der europäischen Jazzavantgarde zu und spielte mit John Tchicai und Roswell Rudd. 1966/67 tourte er mit der Trad-Formation Melvis & his Gentlemen durch Dänemark; im Herbst 1967 gründete er sein erstes Quintett. Er trat mit Philly Joe Jones und Phil Woods auf; 1969 gewann er ein Stipendium der Down Beat Hall of Fame Scholarship und studierte am Berklee College of Music in Boston. In dieser Zeit arbeitete er mit George Russells Sextett (Electronic Sonata for Souls Loved by Nature); 1969/70 arbeitete er mit seinem Erling Kroner Tentet in Boston.
Nach seiner Rückkehr nach Dänemark 1970 erschien das erste Album des Erling Kroner Quintetts,  Music Book, das er dem gerade verstorbenen Booker Ervin widmete. 1971 spielte er erstmals in der Danish Radio Big Band. In dieser Zeit trat er jeden Montag mit seinem Tentett (Erling Kroner Folk Dance Organization) im Club Jazzhus Montmartre in St. Regnegade auf. Nach seinem Ausstieg bei der Radio Big Band 1973 studierte er erneut in Berklee bei Herb Pomeroy (1973/74). Im Jahr 1976 leitete er die NDR Bigband in Hamburg für ein Programm von Mingus-Kompositionen, die er auch arrangierte; Solisten waren u. a. Bobby Jones und Manfred Schoof.
1977 nahm er sein zweites Album The Forgotten Art auf und arbeitete 1978 mit der Creme Fraiche Big Band und erneut mit der Danish Radio Big Band unter der Leitung von Thad Jones. 1979 wurde er mit dem Ben Webster-Preis ausgezeichnet, re-formierte sein Tentett und arbeitete als künstlerischer Leiter des Leif Johansson Orchesters. Außerdem arbeitete er mit der Band White Orange des schwedischen Schlagzeugers Lars Beijbom, in der auch Tim Hagans und der aus Uruguay stammende Héctor Finito Bingert spielten. 1979 erhielt er den Ben Webster Prize.
Von 1980 bis 1991 war Kroner Mitglied von Ernie Wilkins’ Almost Big Band. 1982 nahm er sein drittes Album Entre Dos Cielos auf, tourte mit Ernie Wilkins, mit dem er auf dem Montreux Jazz Festival auftrat. Kroner besuchte in diesem Jahr erstmals Argentinien, um dort die Tangomusik zu studieren, trat dort mit seinem Tango de oscuridad-Programm auf und spielte in einem Quintett mit dem Bandoneonspieler Julio Oscar Pane. Nach seiner Rückkehr nach Dänemark 1984 arbeitete er als freischaffender Solist, Komponist und Arrangeur mit verschiedenen europäischen Radio-Bigbands; so trat er u. a. auf dem Zagreber Jazz Fair mit den Festival All Stars aus Benny Bailey, Ernie Wilkins, Karlheinz Miklin und John Lewis auf.
1985 trat Kroner erneut in Argentinien auf dem MarDel Jazz Festival auf und arbeitete dort in Dino Saluzzis Sextett als Gastsolist. Auf dem  Jazz Festival in Ljubljana spielte er mit der Big Band RTV-Ljubljana eigene Kompositionen; Gastsolist war Woody Shaw. Kroner gründete das New Music Orchestra, die Kompositionen von jungen dänischen Komponisten spielten und trat im Jazzhus Montmartre auf. Mit einem Sextett, dem auch Horace Parlan angehörte, nahm er in Sextett-Besetzung das Album Shining Like a Tear auf, das jedoch nie erschienen ist. Mit seinem Quintett trat er erneut in Zagreb sowie auf dem Belgrad Jazz Festival auf. 1984/87 schrieb Kroner Tango-inspirierte Musik für das dänische Radio Light Symphony Orchestra, arbeitete erneut mit der Radio Big Band für ein Programm mit eigenen und Mingus und Monk-Kompositionen. 1986 arbeitete er wieder in Argentinien mit Dino Saluzzi und einem Quintett mit dem Pianisten Horacio Larumbe. In Dänemark arbeitete er mit dem Khan Jamal Quintett mit Sunny Murray und nahm sein viertes Album From the Dark Side auf. 1988 spielte er auf dem Jazz Festival in Kopenhagen mit dem Lee Konitz-Nonett. 1989 holte Kroner Herb Pomeroy zum Kopenhagen Jazz Festival; in dieser Band spielten u. a. Bob Rockwell, Jeff Davis und Lars Beijbom. Auf diesem Festival hatte auch sein Dark Side Orchestra Premiere. Danach leitete er die Danish Radio Big Band mit Jimmy Knepper als Gastsolist in einem Programm mit Mingus-Kompositionen.
1990 trat Kroner erneut in Argentinien auf dem zehnten MarDel Jazz Festival in Buenos Aires auf, das seiner Musik gewidmet war, schrieb Arrangements für die NDR Big Band für ein Monk-Projekt mit Stan Tracey als Solist; 1992 arbeitete Kroner erneut für den NDR mit Gustavo Toker als Solist in einem Programm des Tango Nuevo mit Kompositionen von Astor Piazzolla und Kroner.
1992 nahm ein Album mit dem Trompeter und Flügelhornisten Per Ringkjøbing auf, spielte mit Lee Konitz und dem Jazzpar All Star Nonet mit Allan Botschinsky und Butch Lacy. Mit Toker entstand 1992 das Album Erling Kroner Dark Side Orchestra featuring Gustavo Toker on bandoneón, für Olufsen Records und trat mit ihm auf dem Kopenhagener Jazz Festival auf. Er spielte in dieser Zeit außerdem mit dem Per Ringkjøbing Quintet und Jan Kaspersens Special Occasion Band, schrieb für Mark Murphy. 1994 spielte er in der Beijbom Kroner Big Band und nahm mit der BKBB ein erstes live-Album im Jazz Hus auf. 1995 formte Kroner sein Quintett um, mit Pernille Bévort (Tenorsaxophon), Kurt Larsen (Akkordeon), Jesper Bodilsen (Bass) und Schlagzeuger Henrik Simonsen.
Des Weiteren arbeitete er Ende der 1990er Jahre mit Dino Saluzzi und seiner Beijbom Kroner Big Band, trat auf der Jazzbühne des Schleswig-Holsteinischen Landestheater mit Katrine Suwalski und der Formation Ghanaian Inspiration mit u. a. Marilyn Mazur auf. Außerdem arbeitete er erneut mit Ernie Wilkins Almost Big Band unter der Leitung von Jesper Thilo, nahm mit seinem Quintett das Album 'Trombonissimo' auf. Auch spielte er mit Gary Bartz, Jeanne Lee und Bob Rockwell.
2000 führte er mit Per Goldschmidt die Ernie Wilkins Almost Big Band nach dem Tode des Leiters weiter und ging mit Stig Rossen auf Tournee, spielte im Duo mit Kurt Larsen und im Trio mit Ann Farholt und Henrik Bay, reaktivierte das BKBB für Auftritte in Schweden und London. In den 2000er Jahren arbeitete er weiterhin mit der Ernie Wilkins Almost Big Band u. a. mit Clark Terry, seinem Quintett und der Monday Night Big Band, der Jan Kaspersen Special Occasion Band, der Hans Knudsen Jump Band und Leif Johanssons Quintett,  Niels Jørgen Steens A-Team, der Stig Rossen Band. Zuletzt arbeitete Kroner mit dem La Mariposa-Tango-Projekt mit der Tangosängerin Laura Hansen, seinem New Dreams-Quintett, im Trio (mit Eva Malling und Kurt Larsen) und mit seinem New Music Orchestra.

## Diskographische Hinweise
- Opposites Attract (Four Leaf Clover, 1997)
- Jazzpar '98 (Storyville, 1998)
- Trombonissimo (Music mekka, 1999)

## Einzelnachweis
1. ↑  Nachruf in Berlinske

| Personendaten    | Personendaten                           |
| ---------------- | --------------------------------------- |
| NAME             | Kroner, Erling                          |
| KURZBESCHREIBUNG | dänischer Jazz-Posaunist und -Komponist |
| GEBURTSDATUM     | 16. April 1943                          |
| GEBURTSORT       | Kopenhagen, Dänemark                    |
| STERBEDATUM      | 2. März 2011                            |
| STERBEORT        | Kopenhagen, Dänemark                    |